# Para (monnaie)
Pour les articles homonymes, voir para.
Le para est une ancienne monnaie divisionnaire de l'Empire ottoman, de la Turquie, de l'Albanie, du Monténégro et de la Yougoslavie. Il est actuellement une subdivision du dinar serbe.

## Histoire

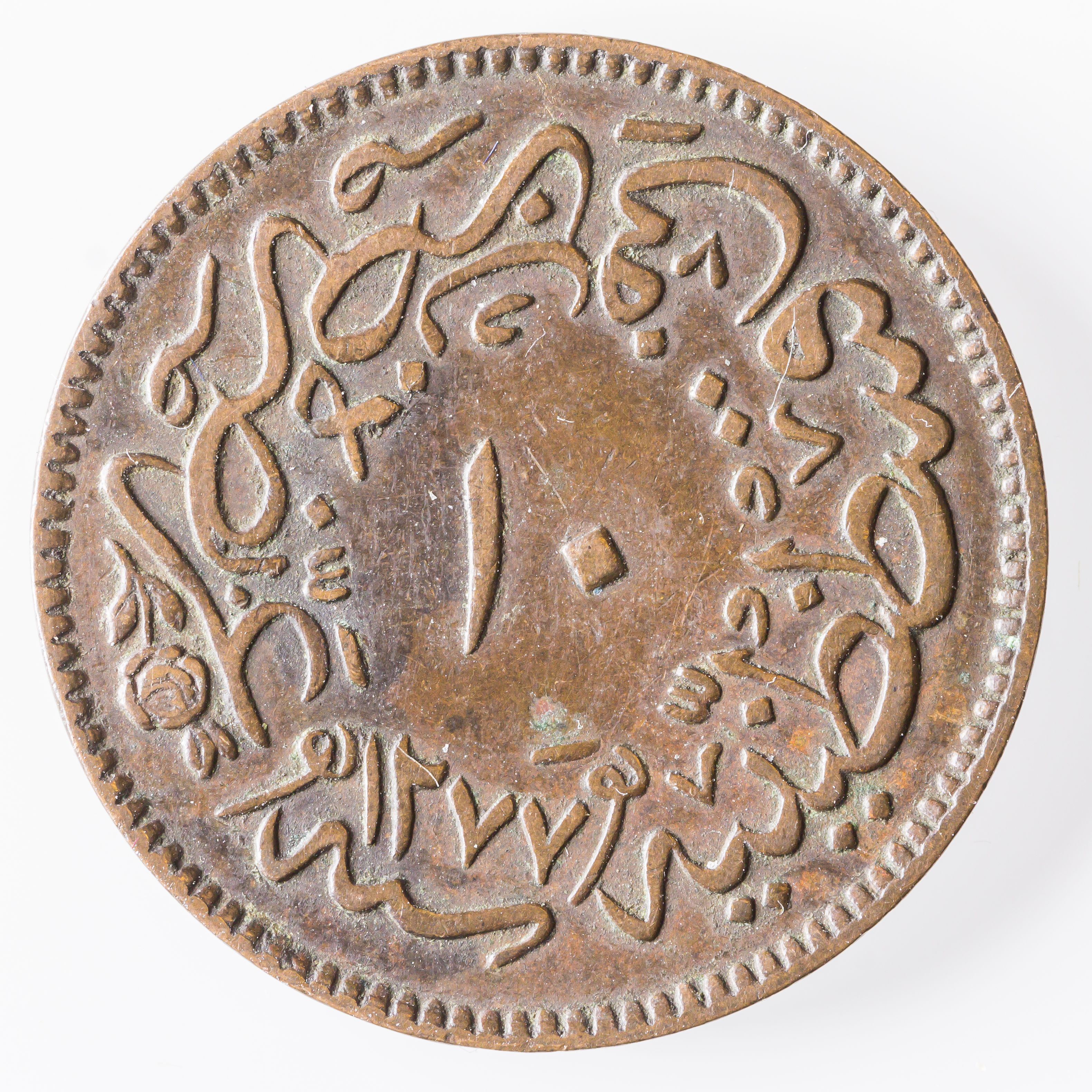
Pièce de 10 paras en cuivre, règne d'Abdülaziz, Empire ottoman, frappée à Constantinople (1280 AH / 1861).

Le mot turc para provient du persan pārah qui signifie « pièce » ; en turc moderne, il peut signifier l'argent en général. 
Sous l'Empire ottoman, il vaut 1/40e de la piastre ottomane, puis 1/4000e de la livre ottomane. Lorsqu'il commence à être frappé à la fin du XVIIe siècle, il vaut 3 akçe. Il se présente sous la forme de pièce en cuivre et remplace à l'origine le mangır. La Turquie l'adopte ensuite comme monnaie divisionnaire de la lire turque, puis il disparaît.
Par contagion, le para devient une subdivision de nombreuses monnaies situées dans la sphère d'influence de l'Empire ottoman. 
En Serbie, le para est une partie du dinar depuis le XIXe siècle. 
Le perper monténégrin était divisé en 100 paras entre 1906 et 1918.
En Albanie, le para est l'ancienne monnaie avant 1926 et l'introduction du lek.